# Lishan Laomu
Líshān Lǎomǔ (în chineză: 驪山老母; literal: „Bătrâna mamă a Muntelui Li”) este zeița Muntelui Li în religia tradițională chineză. Ea este o femeie de rang înalt, o nemuritoare din panteonul taoist. Se spune că își are origine de la Nü Wa, legendara creatoare și zeiță mamă.

## Legende
Conform legendei, ea este adesea echivalată cu Nü Wa, deoarece a fost mult timp venerată pe același munte, dar de fapt, Lishan Laomu are legendele sale proprii. Ucenicii și discipolii ei sunt eroine legendare, precum Zhong Wuyan, Fan Lihua, Bai Suzhen, Zhu Yingtai, Mu Guiying, Liu Jinding, aceste femei sunt din epoca eroinelor.
În timpul dinastiei Tang, taoistul Li Quan (618-907), un om obișnuit pasionat de faptele nemuritorilor, care călătorea adesea în locuri spirituale din munți, s-a întâlnit cu Lishan Laomu la poalele Muntelui Lishan, iar Laomu l-a învățat Huangdi Yinfujing (Scriptura împăratului galben despre „Unificarea inconștientă”).
Enciclopedia leishu a dinastiei Song Taiping Yulan citează o sursă din dinastia Han, San Qinji (三秦 記) și oferă o legendă despre primul împărat al Chinei, Qin Shi Huang, care a întâlnit zeița la Muntele Li. Pe vremea primului împărat, exista o trecere de optzeci de li către Muntele Li. Oamenii treceau peste pod, căruțele mergeau pe sub pod. Stâlpii de metal și piatră pot fi încă văzuți. În vest, există izvoare termale și se spune că Qin Shi Huang a interpretat acolo ca o femeie divină. Întrucât era prost educat, zeița l-a scuipat, iar în acel loc i-a apărut un ulcer. Terorizat, primul împărat și-a cerut scuze, iar femeia divină a făcut să apară un izvor fierbinte, care i-a vindecat boala. Din această cauză, generațiile ulterioare obișnuiesc să facă baie acolo.
În Shiji și Hanshu sunt câteva afirmații despre bătrâna mamă a lui Lishan. A fost văzută ca o fiică cerească sau ca o femeie căsătorită cu un șef barbar occidental numit Xuxuan (胥 轩). Prin această căsătorie conducătorii dinastiilor Shang (sec. XVII-XI î.Hr.) sau Zhou (sec. XI- anul 221 î.Hr.) au fost capabili să controleze popoarele din vest.

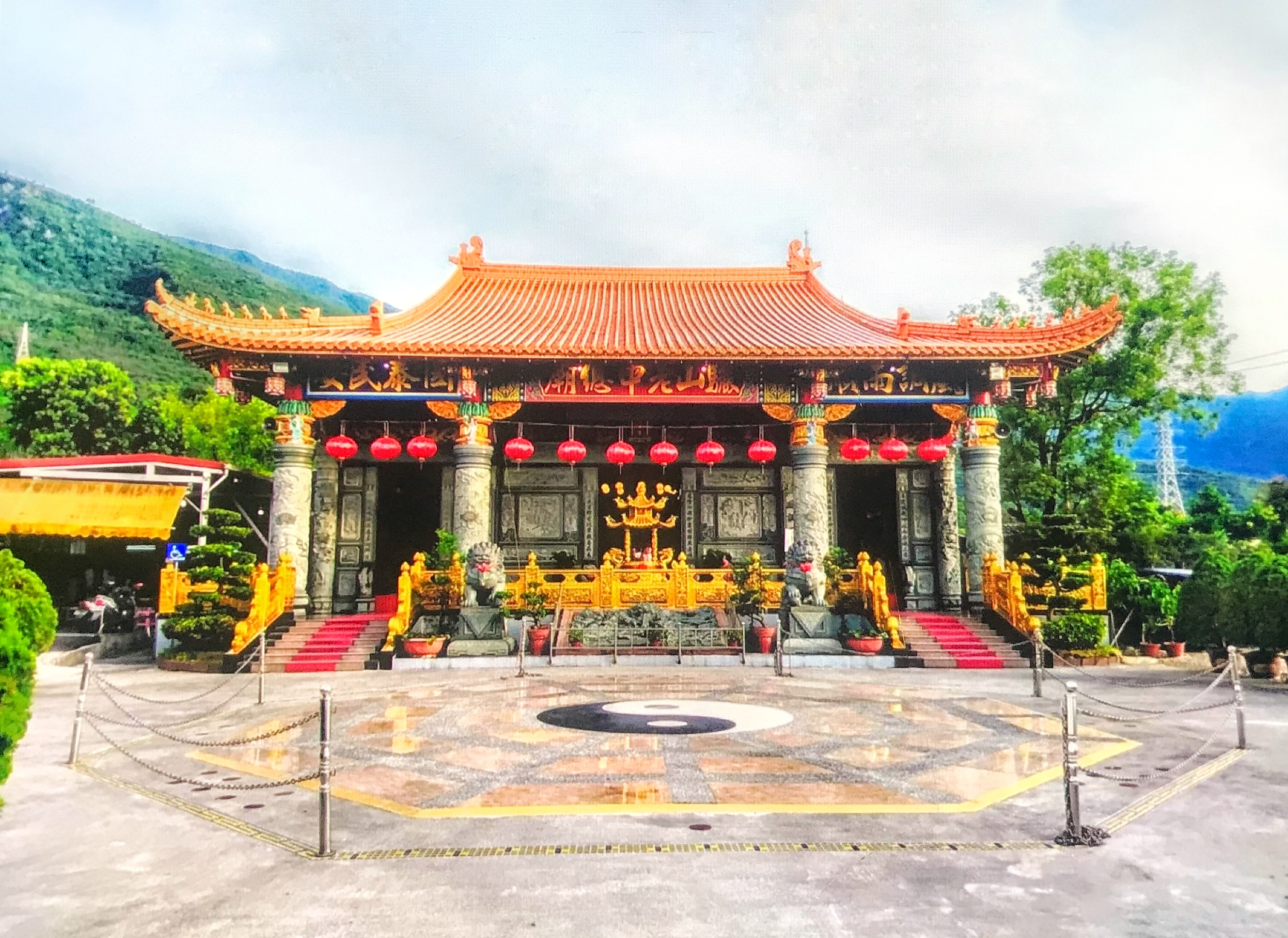
Templul lui Lishan Laomu din Taiwan

Principalul templu al lui Laomu este numit „Palatul Lishan Laomu” din Xi'an din provincia Shaanxi, fiind cel mai faimos dintre aceste temple existente. Palatul este situat pe Creasta Xixiu a Muntelui Li, districtul Lintong, Xi'an.